# 마티외 도세비
마티외 도세비(프랑스어: Mathieu Dossevi, 1988년 2월 12일, 샹브라이-레-투르 ~)는 프랑스 태생의 토고 축구 선수로, 현재 리그 2의 아미앵에서 윙어로 활약하고 있다.

## 국가대표팀 경력
프랑스 태생의 이 선수는 프랑스 U-20 국가대표팀과 U-21 국가대표팀에서 활약한 경력이 있으며, 현재 토고 국가대표팀 일원으로, 2015년 아프리카 네이션스컵 예선전에 차출되었다.

## 사생활
도세비와 그의 형 토마는 토고의 국가대표 축구 선수로, 70년대에 파리 생제르맹에서 활약한 피에르-앙투안 도세비의 아들들이다. 그의 삼촌 오트니엘도 전 파리 생제르맹 선수로, 프랑스의 장대높이뛰기 국가대표 선수 다미엘 도세비의 부친이다.